# 索吉圣艾蒂安
索吉圣艾蒂安（法語：Sauguis-Saint-Étienne）是法国比利牛斯-大西洋省的一个市镇，属于奥洛龙圣玛丽区（Oloron-Sainte-Marie）。该市镇总面积8.81平方公里，2009年时的人口为166人。

## 人口
索吉圣艾蒂安人口变化图示